# Will Mastin Trio
Il Will Mastin Trio fu un trio di ballerini e cantanti, formato da Will Mastin, Sammy Davis Sr. e Sammy Davis Jr., attivo negli USA dagli anni venti fino agli anni sessanta. In alcuni programmi il nome del gruppo apparve anche come Will Maston Trio.
Will Mastin era il capoballerino della compagnia di vaudeville cui faceva parte Sammy Davis Sr. Il piccolo Sammy Davis Jr. andava spesso in tournée con loro, e considerava Mastin come uno zio. Ben presto il bambino si unì a loro negli spettacoli, e i tre divennero il Will Mastin Trio.
Era la metà degli anni venti. Per aggirare le leggi che vietavano il lavoro minorile, spesso il bambino veniva presentato come "Sammy il silenzioso, il nano ballerino", e dietro le quinte girava con un sigaro in bocca e una ragazza per braccio.
L'attività del trio si interruppe con la chiamata alle armi di Sammy Davis Jr. nel 1943, ma riprese dopo la fine della Seconda guerra mondiale. Nonostante il grande successo della sua carriera solista, Sammy Davis Jr. continuò ad esibirsi saltuariamente con il padre e lo zio, sempre sotto il nome di "Will Mastin Trio", nei successivi anni cinquanta e sessanta.
Tra le apparizioni accreditate del trio si ricordano il film Sweet and Low del 1947 e il musical Mr. Wonderful in scena a Broadway dal 1956 al 1957
Il legame affettivo tra i tre uomini fu sempre molto forte. Sono ora tutti sepolti assieme, nello stesso cimitero, uno accanto all'altro, presso la tomba della famiglia Davis.